# Grand Prix de la ville de Camaiore
Le Grand Prix de la ville de Camaiore (en italien : Gran Premio Città di Camaiore) est une course cycliste italienne disputée à Camaiore, dans la province de Lucques, en Toscane. Créé en 1949, il est resté une course amateure jusqu'en 1965. Il fait partie de l'UCI Europe Tour depuis 2005 à 2014, en catégorie 1.1.
En 1983 et 1990, le Grand Prix de la ville de Camaiore a été le cadre du championnat d'Italie sur route, sacrant respectivement Moreno Argentin et Giorgio Furlan.

## Palmarès
| Année | Vainqueur               | Deuxième                 | Troisième                |
| ----- | ----------------------- | ------------------------ | ------------------------ |
| 1935  | Mario Vicini            |                          |                          |
| 1949  | Luigi Massei            |                          |                          |
| 1950  | Armando Fioriti         |                          |                          |
| 1951  | Mauro Gianneschi        |                          |                          |
| 1952  | Luciano Ciancola        |                          |                          |
| 1953  | Gastone Nencini         |                          |                          |
| 1954  | Sante Ranucci           |                          |                          |
| 1955  | Dante Orlandi           |                          |                          |
| 1956  | Nello Velucchi          |                          |                          |
| 1957  | Mario Bampi             |                          |                          |
| 1958  | Silvano Simonetti       |                          |                          |
| 1959  | Alcide Cerato           |                          |                          |
| 1960  | Baldissera Vellada      | Olimpio Paolinelli       | Giovanni Sensi           |
| 1961  | Rolando Picchiotti      | Gianfranco Gallon        | Franco Bitossi           |
| 1962  | Roberto Nencioli        | Antonio Albonetti        |                          |
| 1963  | Roberto Nencioli        | Flaviano Vicentini       | Franco Lotti             |
| 1964  | Mario Anni              | Aldo Balasso             | Vitorio Bartali          |
| 1965  | Battista Monti          | Antonio Albonetti        | Pietro Guerra            |
| 1966  | Bruno Mealli            | Marino Vigna             | Luciano Armani           |
| 1967  | Luciano Dalla Bona      | Tommaso De Pra           | Roberto Ballini          |
| 1968  | Giampiero Macchi        | Roberto Ballini          | Pietro Campagnari        |
| 1969  | Enrico Paolini          | Alberto Della Torre      | Julien Van Lint          |
| 1970  | Mauro Simonetti         | Ugo Colombo              | Adriano Passuello        |
| 1971  | Eddy Merckx             | Felice Gimondi           | Enrico Paolini           |
| 1972  | Roger De Vlaeminck      | Wilmo Francioni          | Wladimiro Panizza        |
| 1973  | Martín Emilio Rodríguez | Italo Zilioli            | Roger Swerts             |
| 1974  | Giacinto Santambrogio   | Sigfrido Fontanelli      | Roberto Poggiali         |
| 1975  | Francesco Moser         | Donato Giuliani          | Davide Boifava           |
| 1976  | Walter Riccomi          | Gary Clively             | Arnaldo Caverzasi        |
| 1977  | Franco Bitossi          | Valerio Lualdi           | Alfio Vandi              |
| 1978  | non disputé             | non disputé              | non disputé              |
| 1979  | Giuseppe Saronni        | Phil Edwards             | Pierino Gavazzi          |
| 1980  | Silvano Contini         | Pierino Gavazzi          | Carmelo Barone           |
| 1981  | Giuseppe Saronni        | Giovanni Mantovani       | Simone Fraccaro          |
| 1982  | Jean Marie Wampers      | Sergio Santimaria        | Gianbattista Baronchelli |
| 1983  | Moreno Argentin         | Giovanni Battaglin       | Alessandro Paganessi     |
| 1984  | Roberto Ceruti          | Francesco Moser          | Pierino Gavazzi          |
| 1985  | Alberto Volpi           | Marino Amadori           | Stefano Colagè           |
| 1986  | Claudio Corti           | Fabrizio Vannucci        | Gianni Bugno             |
| 1987  | Gianni Bugno            | Jesper Worre             | Claudio Savini           |
| 1988  | Rolf Sørensen           | Gianbattista Baronchelli | Stefano Tomasini         |
| 1989  | Franco Ballerini        | Maurizio Fondriest       | Rodolfo Massi            |
| 1990  | Giorgio Furlan          | Roberto Pelliconi        | Flavio Giupponi          |
| 1991  | Gianni Faresin          | Bruno Leali              | Ivan Gotti               |
| 1992  | Davide Cassani          | Gianni Faresin           | Marco Lietti             |
| 1993  | Massimo Podenzana       | Giancarlo Perini         | Fabio Roscioli           |
| 1994  | Gianluca Bortolami      | Massimo Ghirotto         | Gianni Faresin           |
| 1995  | Luca Scinto             | Francesco Casagrande     | Massimo Podenzana        |
| 1996  | Alberto Elli            | Paolo Fornaciari         | Alessandro Baronti       |
| 1997  | Alexander Gontchenkov   | Maximilian Sciandri      | Viatcheslav Djavanian    |
| 1998  | Andrea Tafi             | Massimo Podenzana        | Alessio Galletti         |
| 1999  | Massimo Donati          | Francesco Casagrande     | Luca Belluomini          |
| 2000  | Wladimir Belli          | Michele Bartoli          | Francesco Casagrande     |
| 2001  | Michele Bartoli         | Ivaïlo Gabrovski         | Gianni Faresin           |
| 2002  | Davide Rebellin         | Gabriele Missaglia       | Francesco Casagrande     |
| 2003  | Marco Serpellini        | Danilo Di Luca           | Luca Mazzanti            |
| 2004  | Paolo Bettini           | Danilo Di Luca           | Luca Paolini             |
| 2005  | Maxim Iglinskiy         | Franco Pellizotti        | Rinaldo Nocentini        |
| 2006  | Luca Paolini            | Ruslan Pidhornyj         | Mirko Celestino          |
| 2007  | Fortunato Baliani       | Gabriele Bosisio         | Kanstantsin Siutsou      |
| 2008  | Non attribué.           | Vasil Kiryienka          | Maurizio Biondo          |
| 2009  | Vincenzo Nibali         | Non attribué             | Massimo Giunti           |
| 2010  | Kristjan Koren          | Giovanni Visconti        | Francesco Ginanni        |
| 2011  | Fabio Taborre           | Simone Stortoni          | Davide Rebellin          |
| 2012  | Esteban Chaves          | Sergey Chernetskiy       | Franco Pellizotti        |
| 2013  | Peter Sagan             | Diego Ulissi             | Rinaldo Nocentini        |
| 2014  | Diego Ulissi            | Matteo Montaguti         | Julián Arredondo         |